# Weixiserpula cassiana
Weixiserpula cassiana är en ringmaskart som beskrevs av Stiller, Frank 2000. Weixiserpula cassiana ingår i släktet Weixiserpula och familjen Serpulidae. Inga underarter finns listade i Catalogue of Life.